# Os (instrument)
Pour les articles homonymes, voir OS.

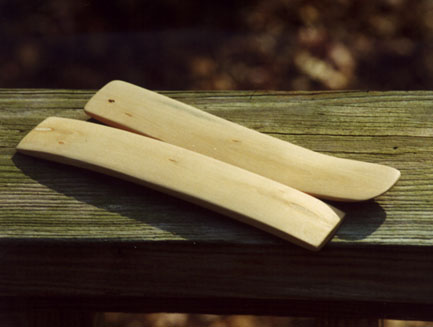
Une paire d'os en érable

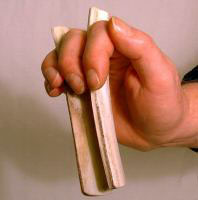
Technique de jeu

Les os sont, joués par deux, un instrument de musique idiophone, c'est-à-dire un instrument de percussion (ou de concussion) résonnant par lui-même. À l'origine constitués d'une paire d'os d'animaux (portions de côte ou de tibia), ils sont désormais disponibles en bois ou matériaux similaires. Ils sont parfois remplacés, par exemple aux États-Unis, où la technique a été introduite par des immigrants irlandais par des cuillers. On retrouve la trace de leur utilisation dans les anciennes civilisations de Chine, d'Égypte, grecque, romaine ou d'Inde.
Ils ont contribué à de nombreux genres musicaux, dont au XIXe siècle les minstrel shows, le blues, la musique irlandaise traditionnelle, le bluegrass, le zarico, la musique québécoise et celle de l'île du Cap-Breton.
Le claquement des os produit un son très sec, beaucoup plus marqué que celui de la planche à laver, instrument apparu à La Nouvelle-Orléans.

## Facture
Les os mesurent de 12 à 20 cm de long, 3 à 5 cm de large pour 4 à 8 mm d'épaisseur.
S'il est convenu de penser qu'à l'origine ils étaient constitué d'os d'animaux, le nom galicien (terrañolas, tarreñas, trécolas ou tixoletas) provient du mot tuile, indiquant ainsi une facture différente.

## Jeu

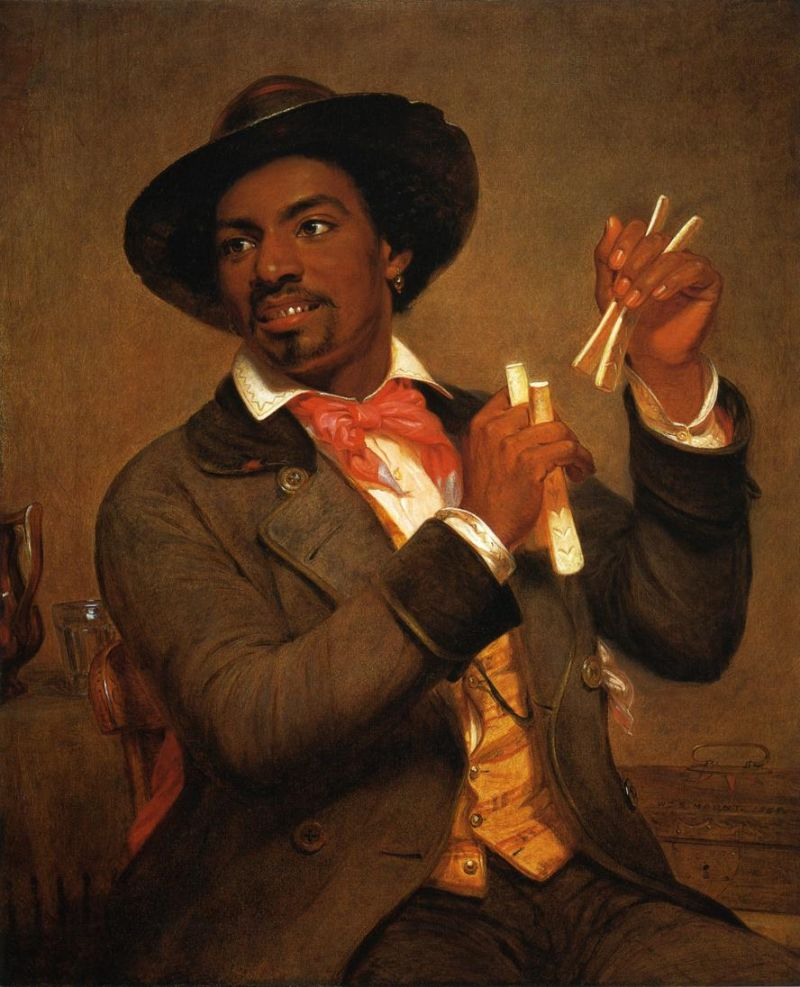
The Bone Player de William Sidney Mount, 1856

Les os sont joués en les maintenant entre les doigts, les surfaces convexes se faisant face, et en bougeant le poignet de façon que les os s'entrechoquent. D'ordinaire, les os sont placés de part et d'autre du majeur, deux tiers de leur longueur s'étendant vers le bas, le long de la paume, alors que l'autre extrémité dépasse du dos de la main. La main forme un poing souple, avec les os et les doigts parallèles à la paume. L'os situé à côté de l'annulaire est maintenu contre la paume par ce dernier doigt appuyant sur sa tranche, alors que l'autre os peut se mouvoir librement dans la pince souple formée par l'index et le majeur.
La difficulté réside dans le fait de ne pas essayer de forcer les os à entrer en contact l'un avec l'autre, mais de laisser le mouvement faire le travail. En bougeant la main d'avant en arrière devant la poitrine, en leur imprimant juste assez de force pour éviter qu'ils ne tombent, un étudiant patient peut parvenir à produire un triple clic. En effet, le clic-it-i est la caractéristique du jeu de l'instrument. Un double clic peut être produit par le même mouvement de la main, en ajoutant un peu de pression sur les os, pour supprimer le troisième battement. La combinaison de ces double et triple battements permet de créer des rythmes complexes, qui peut être encore amplifié par l'utilisation d'une seconde paire d'os dans la seconde main. L'effet obtenu est assez proche de celui des claquettes.

## Appellations
- Galice : terrañolas, tarreñas, trécolas ou tixoletas. Le nom castañolas[2], c'est-à-dire castagnettes est également utilisé. Certains auteurs pensent en effet que l'origine des os galiciens pourrait être une adaptation des castagnettes[3] ;
- Pays anglo-saxons : bones.

## Enregistrements notables
Sweet Georgia Brown de Brother Bones & his Shadows (en).